# Stazione di Adrano
Stazione di Adrano 2011-ben bezárt vasútállomás Olaszországban, Adrano településen.

## Vasútvonalak
Az állomást az alábbi vasútvonalak érintették:
- Ferrovia Circumetnea

## Kapcsolódó állomások
A vasútállomáshoz az alábbi állomások vannak a legközelebb: